# Комбатант
Комбата́нт (от фр. Combattant — сражающийся) — лицо, принимающее непосредственное участие в боевых действиях в составе вооружённых сил одной из сторон международного вооружённого конфликта и имеющее в этом качестве особый юридический статус (определение комбатанта прямо или косвенно содержится в ЖКIII и ДПI к Женевским Конвенциям).

## Определение
Юридическое определение сражающихся (комбатантов) было сформулировано в 1907 году на 2-й Гаагской конференции в Конвенции о законах и обычаях сухопутной войны (далее IV Гаагская конвенция). Лишь тогда, после долгих дискуссий, были установлены критерии, с помощью которых можно было отличить комбатантов от других участников вооружённых конфликтов:

«Военные законы, права и обязанности применяются не только к армии, но также к ополчению и добровольческим отрядам, если они удовлетворяют всем нижеследующим условиям:
1. имеют во главе лицо, ответственное за своих подчинённых;
2. имеют определённый и явственно видимый издали отличительный знак;
3. открыто носят оружие;
4. соблюдают в своих действиях законы и обычаи войны.

Ополчение или добровольческие отряды в тех странах, где они составляют армию или входят в её состав, понимаются под наименованием армии».
Так как отличие солдат регулярной армии не вызывает сомнения, то в основном данные критерии были созданы для помощи в отделении ополчения и добровольческих отрядов от гражданского населения.

## Значение
Необходимость юридического определения связана с тем, что сражающиеся имеют особый статус и связанные с ним особые ответственность и права: «Сражающиеся — это лица, входящие в состав вооружённых сил одной из воюющих сторон и непосредственно ведущие боевые действия против неприятеля с оружием в руках. За ними признаётся право применять военное насилие; к ним самим применяется высшая форма военного насилия, то есть физическое уничтожение; попав в руки неприятеля, комбатанты имеют право на обращение с ними как с военнопленными.
Из этих критериев вытекает, что комбатант является не только субъектом, но и непосредственным объектом военных действий противника, а перестаёт быть таким объектом лишь в случае ранения, взятия в плен».
Позднее, с принятием Дополнительного протокола I к Женевским конвенциям, касающегося защиты жертв международных вооружённых конфликтов 1977 года, в статье 43 данного протокола появляется определение вооружённых сил и также впервые вводится понятие комбатанта как составляющего вооружённые силы:

1. Вооружённые силы стороны, находящейся в конфликте, состоят из всех организованных вооружённых сил, групп и подразделений, находящихся под командованием лица, ответственного перед этой стороной за поведение своих подчинённых, даже если эта сторона представлена правительством или властью, не признанными противной стороной. Такие вооружённые силы подчиняются внутренней дисциплинарной системе, которая, среди прочего, обеспечивает соблюдение норм международного права, применяемых в период вооружённых конфликтов.
2. Лица, входящие в состав вооружённых сил стороны, находящейся в конфликте (кроме медицинского и духовного персонала, о котором говорится в статье 33 Третьей конвенции), являются комбатантами, то есть они имеют право принимать непосредственное участие в военных действиях.

Определение, данное в указанном протоколе, чётко привязывает комбатанта к вооружённым силам, тем самым показывая то, что комбатант действует от лица государства как субъекта международного права, и тем самым государство берёт на себя ответственность за совершаемые сражающимся действия, если те не противоречат законам и обычаям войны. То есть государство санкционирует и отвечает за применение комбатантом оружия и за физическое уничтожение им комбатантов враждующей стороны.
Одной из самых серьёзных проблем в связи с определением комбатантов является международное признание воюющей и восставшей стороны. То есть вооружённые силы непризнанных государств не считаются комбатантами и на них не распространяются права комбатантов, такие как освобождение от уголовной ответственности.

Признание «восставшей» стороны имеет место тогда, когда иностранные государства имеют дело с территорией, контролируемой вооружёнными силами, ведущими борьбу с правительством. Признание «восставших» означает, что признающее государство признаёт факт восстания против правительства и не будет рассматривать повстанцев как вооружённых преступников.
Несколько более широким является признание «воюющим». В таком случае на восставших распространяются право вооружённых конфликтов, практически в том же объёме, что и на государства. Условиями признания являются обладание значительной территорией государства, а также соответствие понятию воюющий в данных в Гаагской конвенции терминах о законах и обычаях сухопутной войны.

При соблюдении вышеназванных условий повстанцы имеют право называться «воюющей» стороной и пользоваться всеми связанными с этим правами и обязанностями. Они являются субъектом гуманитарного права, а не уголовного, как было бы при отсутствии признаков воюющей стороны.
С точки зрения международного гуманитарного права, как указано в статье 1(4) Дополнительного протокола I, освободительная война является международным вооружённым конфликтом, и, таким образом, на неё распространяются законы, обычаи и нормы, применимые к международным вооружённым конфликтам. Таким образом, участники освободительной войны в случае наличия у них признаков сражающихся, определённых IV Гаагской конвенцией, должны быть признаны сражающимися, то есть комбатантами. Таким образом гарантируется право народа на самоопределение.

### Комментарии
1. ↑  Вопрос признания воюющей стороны занимает важное место в судебной практике. Так на суде по делу о крушении рейса MH17 обвиняемым было отказано в статусе комбатантов, поскольку ДНР не имеет международного признания[1].